# Паулу Бернарду
Паулу Бернарду (порт. Paulo Bernardo, нар. 24 січня 2002, Алмада) — португальський футболіст, півзахисник клубу «Бенфіка». На умовах оренди грає за шотландський «Селтік».

## Клубна кар'єра
Народився 24 січня 2002 року в місті Алмада. Вихованець футбольної школи клубу «Бенфіка». У лютому 2018 року підписав із клубом свій перший професійний контракт. З 2020 року став виступати за резервну команду «Бенфіка Б», в якій провів два сезони, взявши участь у 29 матчах Сегунди.
2 листопада 2021 року дебютував в основному складі «Бенфіка» у матчі групового етапу Ліги чемпіонів проти «Баварії» (2:5), а за кілька днів, 7 листопада, провів свій перший матч у португальській Прімейрі, вийшовши замість травмованого Жуана Маріу на 23-й хвилині в домашньому матчі проти «Браги» (6:1). Станом на 5 серпня 2022 року відіграв за лісабонський клуб 17 матчів в національному чемпіонаті.

## Виступи за збірні
2017 року дебютував у складі юнацької збірної Португалії (U-15), загалом на юнацькому рівні взяв участь у 40 іграх, відзначившись 6 забитими голами. У травні 2019 року у складі збірної до 17 років зіграв на юнацькому чемпіонаті Європи в Ірландії. Бернарду зіграв на турнірі усі 4 матчі та забив 1 гол на груповому етапі проти збірної Ісландії (4:2), а португальці вилетіли у чвертьфіналі.
З 2021 року залучався до складу молодіжної збірної Португалії. На молодіжному рівні зіграв у 16 офіційних матчах, забив 5 голів.

## Статистика виступів

### Статистика клубних виступів
Статистику оновлено на 15 січня 2022 року
| Сезон             | Команда           | Чемпіонат         | Чемпіонат | Чемпіонат | Національний кубок | Національний кубок | Національний кубок | Континентальні кубки | Континентальні кубки | Континентальні кубки | Інші змагання | Інші змагання | Інші змагання | Усього | Усього |
| Сезон             | Команда           | Ліга              | Ігор      | Голів     | Ліга               | Ігор               | Голів              | Ліга                 | Ігор                 | Голів                | Ліга          | Ігор          | Голів         | Ігор   | Голів  |
| ----------------- | ----------------- | ----------------- | --------- | --------- | ------------------ | ------------------ | ------------------ | -------------------- | -------------------- | -------------------- | ------------- | ------------- | ------------- | ------ | ------ |
| 2019–20           | «Бенфіка Б»       | СД (ІІ)           | 2         | 0         |                    | -                  | -                  |                      | -                    | -                    |               | -             | -             | 2      | 0      |
| 2020–21           | «Бенфіка Б»       | СД (ІІ)           | 17        | 4         |                    | -                  | -                  |                      | -                    | -                    |               | -             | -             | 17     | 4      |
| 2021–22           | «Бенфіка Б»       | СД (ІІ)           | 10        | 2         |                    | -                  | -                  |                      | -                    | -                    |               | -             | -             | 10     | 2      |
| 2021–22           | «Бенфіка»         | ПЛ                | 4         | 0         | КП+КЛ              | 0+1                | 0                  | ЛЧ                   | 2                    | 0                    |               | -             | -             | 7      | 0      |
| Усього за кар'єру | Усього за кар'єру | Усього за кар'єру | 33        | 6         |                    | 1                  | 0                  |                      | 2                    | 0                    |               | -             | -             | 36     | 6      |

## Титули і досягнення
- Чемпіон Шотландії (2):

«Селтік»: 2023–24, 2024–25
- Володар Кубка Шотландії (1):

«Селтік»: 2023–24
- Володар Кубка шотландської ліги (1):

«Селтік»: 2024–25